# Henry Dard
Pour les articles homonymes, voir Dard.
Henry Dard est un homme politique français né le 20 juin 1875 à Paris et décédé le 30 avril 1910 à Lugano (Suisse).

## Biographie
Arrière-petit-fils d'un général-baron d'Empire François Dard, il est docteur en droit en 1898 et avocat à Lille. Collaborateur de la Revue de Lille, il se fait connaître en tant que conférencier, spécialisé dans les sujets politiques. Il est rapporteur au congrès eucharistique d'Angers en 1901. Élu député du Pas-de-Calais en 1902, il est invalidé et battu à l'élection partielle en 1903. Il est maire d'Aire-sur-la-Lys de 1904 à 1910. Il succède ainsi à son père, le Baron Camille Dard (1820-1892), qui fut brièvement maire de cette ville en 1884.